# Mutemvia
| X1 | G14 | G17 | P3 |

| X1 | G14 | G17 | P3 |

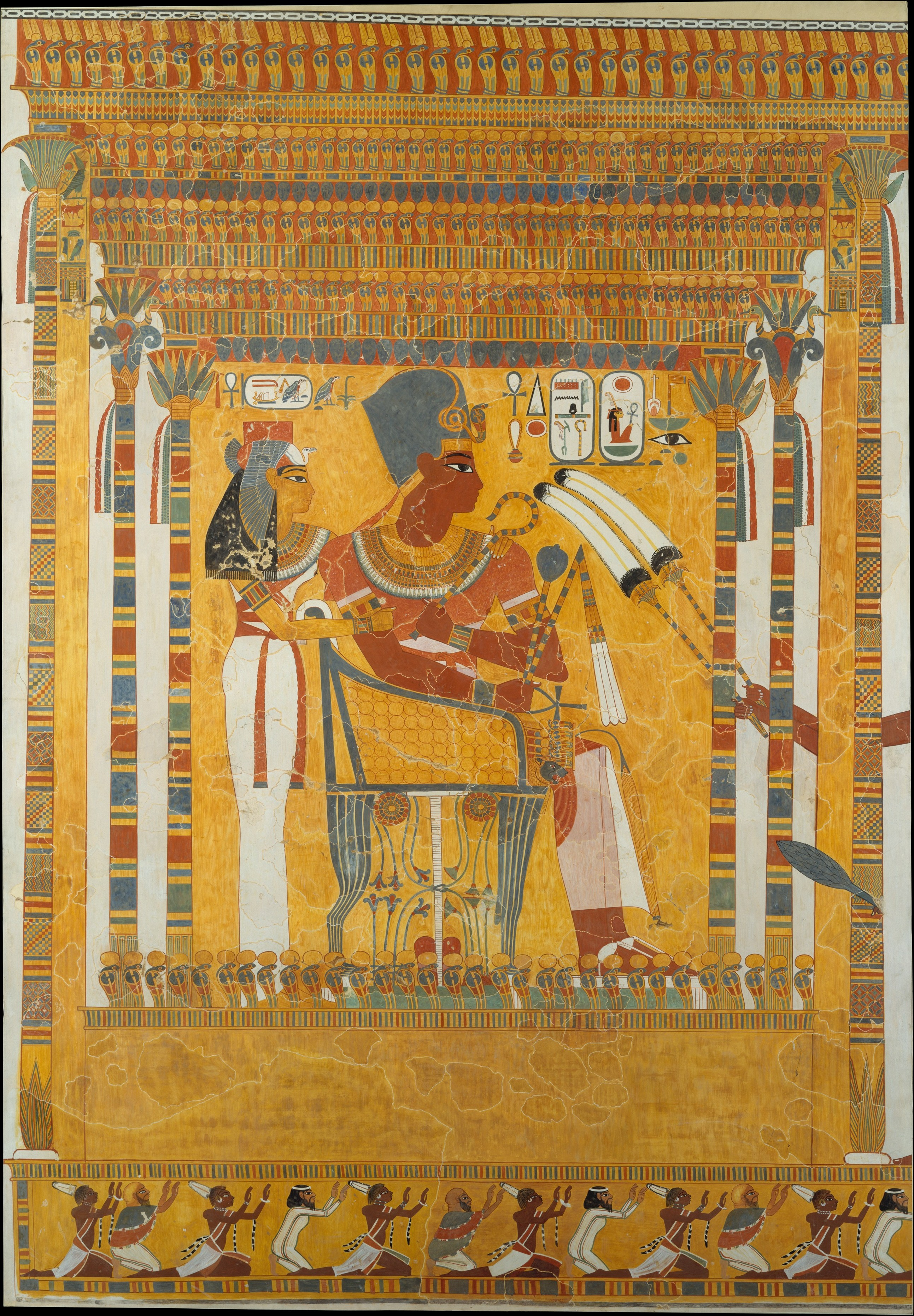
Mutemvia se svým synem Amenhotepem III.

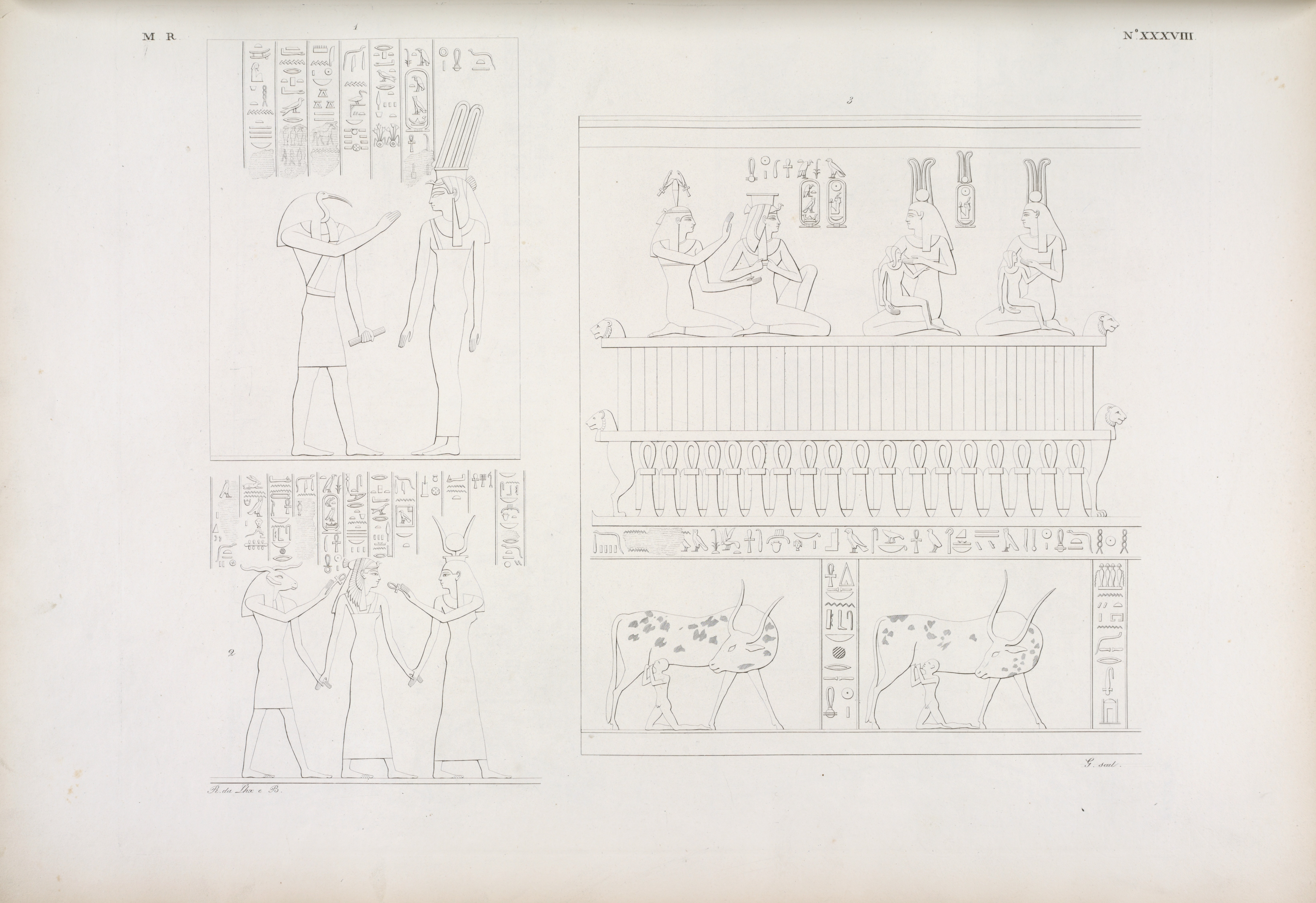
Scéna narození Amenhotepa III.

Mutemvia byla manželka faraona Thutmose IV. a matka faraona Amenhotepa III. Jméno Mutemvia (mwt m wjȝ) znamená „Mut v božské lodi“.

## Život
Nejsou o ní známy zmínky za vlády jejího manžela Thutmose IV. Na královském dvoře ji zastínily Thutmosova hlavní manželka Nefertari a později královna Iaret. Mutemvia je zobrazena pouze na monumentech svého syna Amenhotepa III.
Ačkoliv ji někteří badatelé občas pokládali za dceru mitannského krále Artatamy I., žádný důkaz o jejím původu neexistuje. Cyril Aldred navrhl, že Mutemvia mohla být sestrou Juji, který byl otcem královny Teje. Dle této teorie Mutemvia zařídila manželství svého syna Amenhotepa III. právě s touto svojí neteří Tejí. V takovém případě by Amenhotep III. a Teje byli bratranec a sestřenice. Tuto teorii však špatně podporují texty či archeologické nálezy.
Mutemvia nosila mnoho titulů:
- Boží manželka (ḥm.t-nṯr)
- Paní Dvou zemí (nb.t-tȝwy)
- Manželka velkého krále, jím milovaná (ḥm.t-nsw-wr.t mry.t=f)
- Šlechtična (rt-pˁ.t)
- Velká chvály (wr.t-ḥsw.t)
- Sladká lásky (bnr.t-mrw.t)
- Paní Horního a Dolního Egypta (ḥnw.t-rsy-mḥw)
- Boží matka (mwt-nṯr)[4][5]

Všechny její tituly, včetně titulu Velké královské manželky, byly použity až po smrti jejího manžela, za vlády jejího syna.
Mutemvia je zobrazena v chrámu v Luxoru ve scénách zachycujících božské narození jejího syna Amenhotepa III. Scény připomínají (a v některých případech kopírují) scény božského narození Hatšepsut v Dér el-Bahrí. V klíčové scéně je Mutemvia zobrazena sedící na posteli a přijímající boha Amona, který měl podobu jejího manžela Thutmose IV. Jsou v přítomnosti bohyň Selket a Neit. Scény mají zobrazovat, že Amenhotep III. vzešel ze spojení své matky se samotným bohem Amonem, dle čehož má mít božský původ. Těhotná královna Mutemvia je později vedena do porodního pokoje bohyní Eset a bohem Chnumem.
Spolu se svou snachou Tejí je také zobrazena na Memnonových kolosech postavených Amenhotepem III.

## Smrt
Datum Mutemviiny smrti není známo, ale předpokládá se, že žila ještě dlouho za vlády svého syna. Důkazem toho je její přítomnost na sochách Memnonových kolosů, které byly postaveny až za jeho vlády, stejně jako zmínka na jedné nádobě na víno nalezené v paláci Malkata Amenhotepa III. v Thébách.